# Sy Barry
Seymour "Sy" Barry, född 12 mars 1928 i New York City i delstaten New York, är en amerikansk serietecknare. 
Barry hade tecknat bland annat Tarzan och Blixt Gordon (ofta tillsammans med sin bror, Dan Barry) innan han 1962 började teckna Fantomen. Detta gjorde han fram till han gick i pension 1994.

## Biografi
Barry föddes i New York City 1928 och är bror till serietecknaren Dan Barry, som ritade dagspresserien Blixt Gordon (Flash Gordon). Sy gick high school vid School of Industrial Art (idag High School of Art and Design) på Manhattan, New York City, med början 1943. Det var på SIA som Barry lärde känna och blev vän med Joe Giella (Mary Worth), Al Scaduto (They’ll Do It Every Time) och Emilio Squeglio (Captain Marvel) som så småningom blev till livslånga vänskap.
Hans första frilansjobb var att arbeta med serietidningen Famous Funnies.
Barry började sin professionella karriär som sin brors assistent, och vid slutet av 40-talet arbetade han som frilansande serietecknare, främst som tuschare för serietidningsförlag, bland andra Timely Comics (föregångaren till Marvel Comics), och National Comics (föregångaren till DC Comics), Ziff Davis Publications, Hillman Periodicals, och Lev Gleason Publications.
Några av de titlar han arbetade med inkluderade Action Comics, Detective Comics, Young Romances, Girls Romances, Strange Adventures, Crime Pay Pay, Johnny Peril, Rex och Phantom Stranger.
Förutom tecknade serier arbetade han också som reklamtecknare och med barnböcker.
Tillsammans med Leonard Starr, Stan Drake och sin bror Dan Barry, bidrog han till att skapa och definiera en teckningsstil, kallad ”New York Slick”, som präglades av klara konturer, en realistisk stil och tydlig avgränsning av skrafferingar.
Barry arbetade under 50-talet mycket för DC Comics västern- och science fiction-tidningar – bl.a. tecknade serier som "Johnny Thunder".
Brodern Dan Barry var också serietecknare. Sy assisterade ofta denne på serierna "Blixt Gordon" och "Tarzan".
Dan Barry var ansvarig för Flash Gordon-serien och Sy arbetade som tuschare av serien. Efter att ha haft det här jobbet ett tag fick han även skissa serien från tid till annan, och han var ofta okrediterad ersättare för Dan.
Han anställdes av Capp Studio för att rita Martin Luther King and the Montgomery Story, en pamflett publicerad 1957 utformad som en serietidning. Tidningen distribuerades till människorättsgrupper, kyrkor och skolor, som delade ut den till ungdomar att ta med hem och studera. Barrys signatur fanns med på omslaget av broschyrens första upplaga, men en textruta täckte den i senare utgåvor.

## Fantomen
När Fantomen-tecknaren Wilson McCoy avled 1961 anlitade King Features Barry att ta över serien.
Barry gav Fantomen sitt moderna utseende och tillförde serien en mer realistisk stil som gav ny energi till karaktärerna och berättelserna, och Fantomen-äventyren kom till liv på ett helt annat sätt. 
Skaparen Lee Falk tyckte om Barrys teckningsstil så mycket att han snabbt bestämde sig för att modernisera serien helt, vilket gav Bengali en svart president (Lamanda Luaga) och Djungelpatrullen en svart överste (Worubu).
Barrys teckningar bidrog till att seriens cirkulation ökade dramatiskt.
På höjden av seriens popularitet lästes Lee Falk och Sy Barrys Fantomen-historier varje dag av över 100 miljoner människor världen över i dagstidningar och serietidningar. 
Barry fortsatte teckna serien i mer än 30 år till sin pensionering 1994.
Barry pensionerade sig från Fantomen 1994, då,han var intresserad av att ta sig an nya utmaningar och spendera mer tid med sin familj och sina vänner.
Barry använder nu mestadels sin tid åt att utveckla sitt måleri och tycker om att göra porträttmålning i en kombination av olja, akryl och akvarell.
Han har målat Fantomen flera gånger, och några av hans målningar har använts som omslag för Fantomen-tidningar runt om i världen.
Barry bor för närvarande i Long Island, New York med sin fru Simmy, som varit hans största fan genom hela sin långa karriär. Paret har tre barn tillsammans och fyra barnbarn.
Bland hans senaste framträdanden och möten med fans kan nämnas hans resa till Skandinavien 2001, där han träffade norska och svenska fans vid flera seriesammankomster, och ett besök 2005 på San Diego Comic Con.
Fantomen publiceras fortfarande regelbundet i länder som Norge, Sverige, Danmark, Finland, Australien och Indien i serietidningar eller seriealbum.